# Negrišori
Negrišori es un pueblo ubicado en el municipio de Lučani, Serbia. Según el censo de 2011, el pueblo tiene una población de 499 personas.